# Melora Creager
Melora Creager, původně Melora Mather (* 25. března 1966 Kansas City, Missouri) je americká violoncellistka a hudební skladatelka a zpěvačka tria Rasputina.
Narodila se v Missouri, kde vyrůstala se svým starším bratrem a mladší sestrou. Do povědomí širšího publika vstoupila díky hostování v Nirvaně, se kterou podnikla evropské turné k albu In Utero.